# Nauendorf (Turingia)
Nauendorf è un comune di 302 abitanti della Turingia, in Germania.
Appartiene al circondario (Landkreis) del Weimarer Land (targa AP) ed è parte della comunità amministrativa (Verwaltungsgemeinschaft) di Kranichfeld.